# Ang Probinsyano
Ang Probinsyano est une série télévisée philippine en 1 696 épisodes d'environ 34 minutes diffusée entre le 28 septembre 2015 et le 13 mars 2020 sur l'ABS-CBN, puis du 15 juin 2020 au 12 août 2022 sur Kapamilya Channel.
Cette série est inédite dans tous les pays francophones.

## Synopsis
Ador est un policier honnête et fidèle aux lois. Lors d'une mission importante, il est tué par un de ses coéquipiers corrompus.
C'est alors que Cardo, son frère jumeau, entre en jeu. Il prend l'identité de son défunt frère dans le but de démasquer le meurtrier de celui-ci.

## Distribution

### Acteurs principaux
- Coco Martin : Ricardo « Cardo » Dalisay / Dominador « Ador » de Leon / Paloma Picache
- Susan Roces : Flora « Lola Kap » Borja-de Leon
- Maja Salvador : Glenda « Glen » Corpuz
- Bela Padilla : Carmen Guzman-de Leon
- Arjo Atayde : Joaquin Tuazon
- Albert Martinez : Tomas « Papa Toms » Tuazon
- Agot Isidro : Verna Syquia-Tuazon
- Jaime Fábregas : Delfin S. Borja

### Acteurs secondaires
- Xymon Ezekiel Pineda : Honorio « Onyok » Amaba (créditée Simon Pineda)
- Lei Andrei Navarro : Dominador « Junior » de Leon, Jr.
- Joey Marquez : Nanding Corpuz
- Dennis Padilla : Edgar Guzman
- Ana Roces : Nora Montano-Guzman
- Malou de Guzman : Lolit Corpuz
- Malou Crisologo : Yolly
- Beverly Salviejo : Yaya Cita
- Pepe Herrera : Benny
- Marvin Yap : Elmo
- Eda Nolan : Brenda Corpuz
- Ping Medina : Diego Sahagun
- Belle Mariano : Rachel Tuazon
- Brace Arquiza : Ryan Guzman
- Art Acuña : Carreon
- John Medina : Avel « Billy » Guzman
- Lester Llansang : Mark Vargas
- Michael Roy Jornales : Chikoy Rivera
- Marc Acueza : Dino Robles
- Rino Marco : Greg Sebastian
- Oliver Aquino : Lawrence Gabriel
- Marco Gumabao : Jose Rafael « Joel » T. Olegario
- Ivana Alawi : Madonna